# Замок Дроманін
Замок Дроманін (англ. Dromaneen Castle, ірл. Caisleán an Dromainnín) — замок Дромайннін — один із замків Ірландії, розташований в графстві Корк, на відстані 3,3 милі на захід від селища Маллоу, на південному березі річки Блеквотер (Чорна Вода). На протилежному боці річки нині стоїть Лонгвейл-Хаус — престижний готель і ресторан. Нині замок Дроманін лежить у руїнах. Замок Дроманін є пам'яткою історії та культури Ірландії національного значення.

## Історія замку Дроманін
Замок Дроманін був одним із трьох замків давнього ірландського клану О'Каллаган. Інші два замки — це замки Дромор та Клонмен. Руїни замку Дроманін — це руїни укріпленого будинку, що був побудований на початку XVII століття. Але до цього на цьому місця стояв замок, щ обув побудований Кагером О'Каллаганом до 1610 року. Укріплений будинок Дроманін був перебудований зі старого замку, що був, імовірно, замком баштового типу. Родина вождя клану жила в той час у менш комфортному, але більш грізному і укріпленому замку Клонней, а після завершення перебудови переїхала у елегантний будинок Дроманін. Замок Дроманін є зразком споруди перехідного типу — від оборонного замку до комфортного особняка аристократії.
Руїни замку Дроманін — це оболонка колись розкішного будинку з масивними димарями. Більша частина інтер'єру була зроблена з дерева — від неї нічого не залишилось. Руїни замку знаходяться під опікою Ради Громадських Робіт Ірландії. Стіни законсервовані з матою запобігти подальшому руйнуванню. Колись на схід від споруди основної були розташовані ворота та круглі вежі. Замок стоїть на пагорбі, що значно вищий аніж рівень води річки.
У 1605 року Кагер О'Каллаган подав позов до суду проти Джона Баррі — колишнього шерифа графства Корк. Суперечка виникла щодо земель Дроманін — обидві сторони стверджували, що претензії опонентів на право володіти цими землями незаконні. Кагер був позашлюбним сином Коногера О'Каллагана, що загинув у 1578 році не лишивши заповіту та законного спадкоємця. На той час вождя клану О'Каллагер називали «Коногер Скеля». Коногер був людиною досить підступною — під час повстання Десмонда він отримав від графа Ессекса зброю та боєприпаси для боротьби з повстанцями і за владу королеви Англії Єлизавети І. Але він отримавши зброю перейшов на бік повстанців. Після поразки постання його вигнали із земель Дроманін, але потім йому повернули ці землі і землі Дромор. Пізніше він загинув — потонув.
У 1641 році спалахнуло повстання за незалежність Ірландії, що було придушене військами Олівера Кромвеля. Замки і землі конфісковувались у ватажків ірландських кланів і дарувались солдатам і офіцерам Олівера Кромвеля. Замок Дроманін захопив сер Річард Геррілл. Потім ці землі і замок були даровані Річарду Кірлу. Кірл продав цей замок і землі Річарду Ньюмену. На той час замок був сильно пошкоджений під час бойових дій. Ньюмен побудував біля замку новий будинок — Ньюберрі-Хаус. У 1805 році Вільям Баррі, що був сином Едмонда Баррі Лемларського купив ці землі і облаштував, в тому числі зробив висячі сади. На той час замок Дроманін перетворився в повну руїну. Він частково відремонтував замок. Після його смерті йог осин — Річард Наджент Баррі відмовився від багатообіцяючої кар'єри юриста, що продовжити справу свого батька — облаштувати маєток та замок Дроманін. Він помер в 1877 році, залишив дружини і сім'ю. Дружина не змогла впоратись з фінансоовими проблемами — померла в 1889 році і родина була виселена з маєтку. Розповідають, що при цьому Вільям Баррі забарикадувався в замку і вирішив відстоювати своє право на маєток, який на його думку відбирають у нього незаконно. Але шериф привів під замок мало не цілу армію — 900 чоловік і змусив його покинути замок. Замок та землі Дроманін зуміла повернути місіс Енні Баррі — медсестра. Вона зуміла навіть викупити старі меблі та посуд. Замок відремонтував у 1909 році Джон О'Браєн — підрядник з Кіллавулен. Замок лишався житлом до 1940 року, коли його знищила пожежа. Тоді ж померла і міс Баррі, землі і руїни замку отримав у власність Джек Баррі. Він помер у 1950-тих роках. Землі та замок отримав у власність Лісовий департамент Ірландії.